# Loïc Feudjou
 Loïc Feudjou, né le 14 avril 1992 à Douala, est un footballeur international camerounais qui évolue au poste de gardien de but à l'Union Douala.

## Biographie
En novembre 2014, après trois saisons passées sous le maillot de Cotonsport Garoua, il rejoint le club soudanais d'Al Hilal Omdurman en échange d'une somme de 250 000 euros. 

## Sélection nationale
Il fait partie de la liste des 23 joueurs retenus pour participer à la Coupe du monde 2014. 